# 鄭仁憲
鄭仁憲（1438年—?），順天府富户籍，浙江會稽縣人，明朝政治人物。進士出身。

## 生平
早年出身國子生，順天府鄉試第三十五名。成化十四年（1478年）戊戌科會試第七十八名，殿試登進士第三甲第九十六名。

## 家族
曾祖父鄭邦賢。祖父鄭思恭。父亲鄭貞，曾任按察司僉事。母张氏。永感下。兄仁恕、仁恩。弟仁愈。娶王氏。